# Pericoma pictipennis
Pericoma pictipennis és una espècie d'insecte dípter pertanyent a la família dels psicòdids que es troba a Jamaica.